# Sucre (Bundesstaat)
Sucre ist einer der 23 Bundesstaaten von Venezuela. Er befindet sich im Nordosten des Landes. Im Norden grenzt er an die Karibik, im Süden an die Staaten Anzoátegui und Monagas, im Osten an den Golf von Paria und im Westen an den Golf von Cariaco. Seinen Namen verdankt der Staat dem venezolanischen Marschall Antonio José de Sucre, einem Helden des südamerikanischen Unabhängigkeitskrieges, der in Cumaná geboren wurde, der heutigen Hauptstadt des Staates.

## Geografie

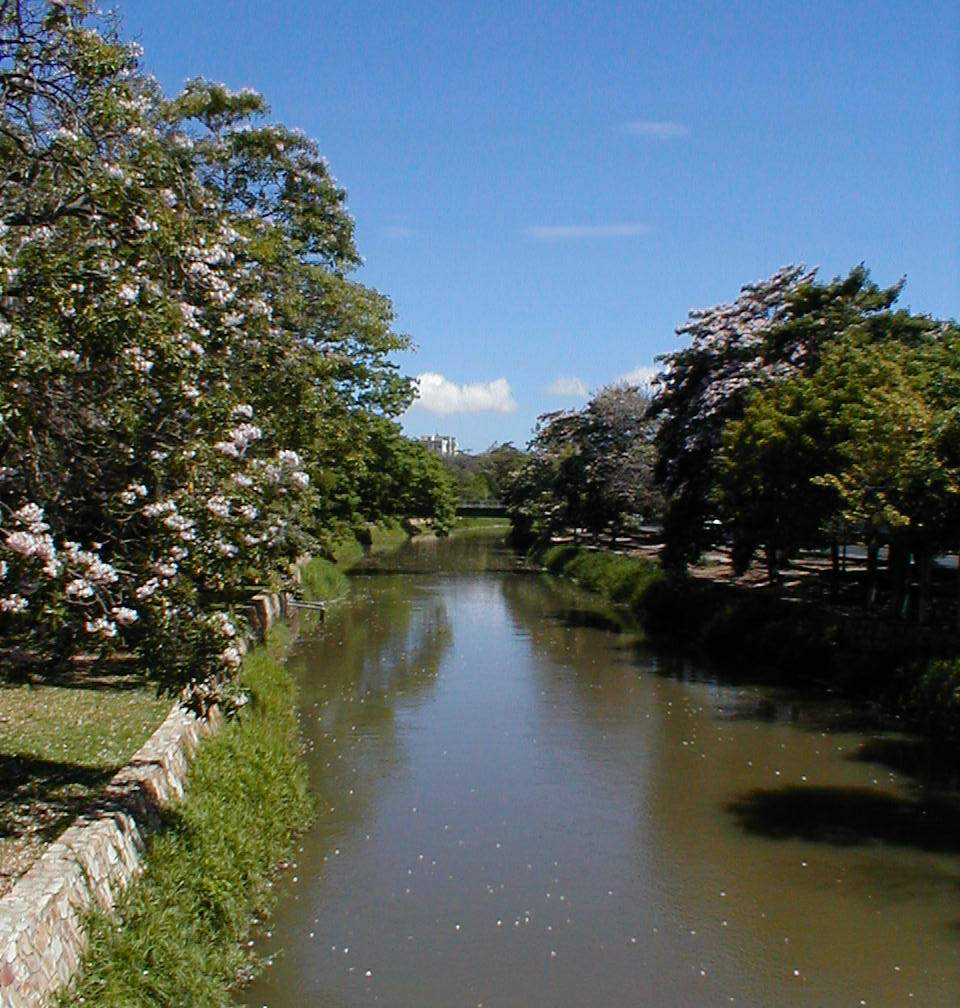
Der Manzanares

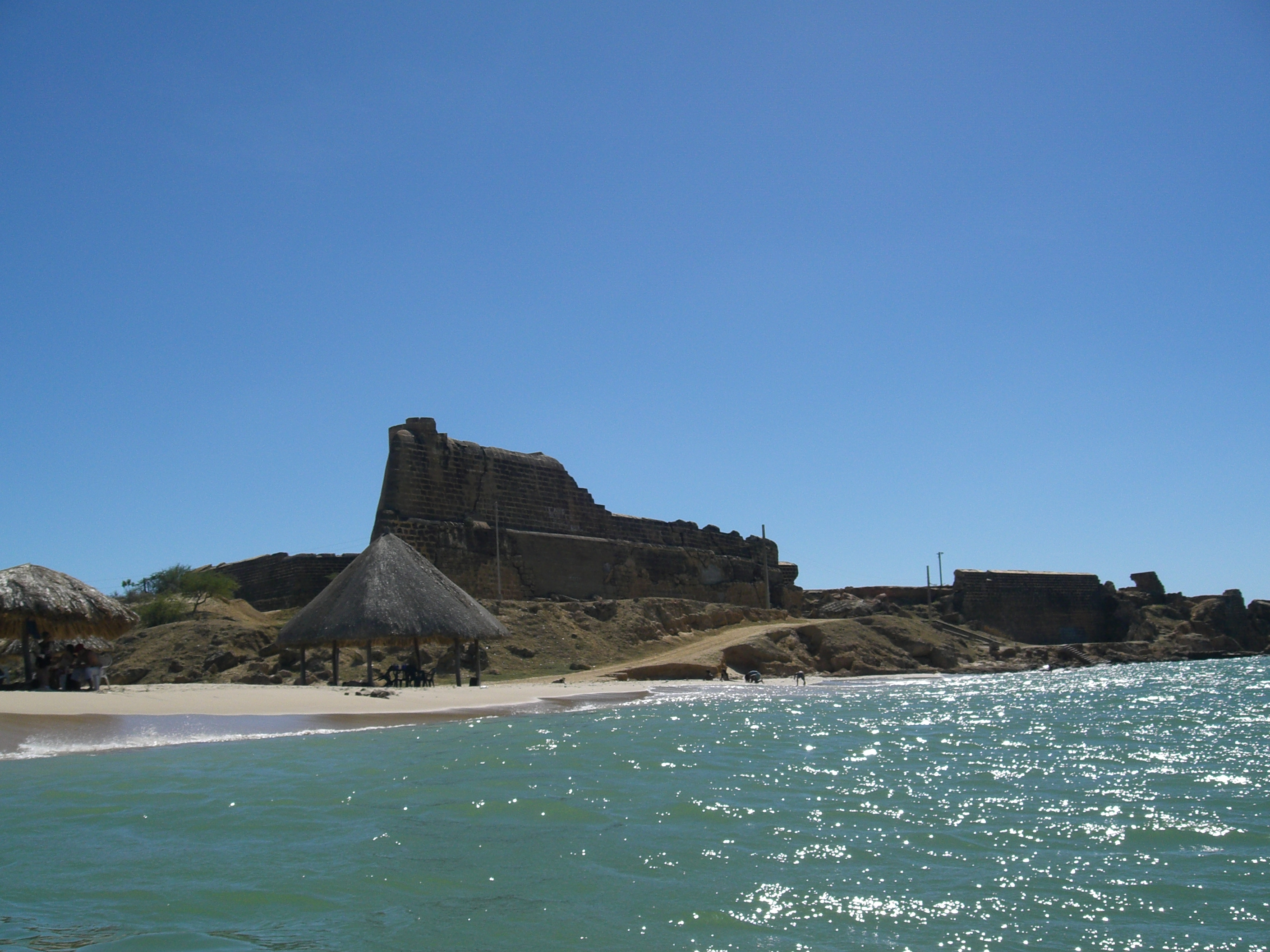
Schloss Araya

Der Bundesstaat wird vom Rio Manzanares durchflossen.

## Historisches
Kolumbus landete zum ersten Mal im amerikanischen Festland in der Paria-Region, im heutigen Osten des Sucre-Staates. Er war hier zwischen dem 4. und dem 12. Augustus 1498.
Die Indianer, die die Region bevölkerten waren vor allem Guaiqueríes (laut Humboldt mit den Waraos verwandt) und Chaimas (von karibischer Herkunft).
Diese Region wurde in den Jahren 1799 und 1800 von Alexander von Humboldt bereist und in seinem Bericht beschrieben.

## Wirtschaft
Die Fischerei, die Landwirtschaft und der Tourismus sind die wichtigsten Wirtschaftszweige der Region. Der Mochima-Nationalpark zwischen Anzoátegui und Sucre ist einer der Anziehungspunkte des Tourismus in Ostvenezuela.

## Verwaltungsgliederung
Der Staat Sucre war ursprünglich Teil der Provinz Neu-Andalusien oder Provinz von Cumaná. Um 1856 wurde davon die Provinz von Maturín abgespalten. Um 1864 wurde der Staat Cumaná gegründet, der 1879 Teil des Staates von Oriente wurde.
Ab 1891 wurde er „Gran Estado Bermúdez“ genannt, bis 1898, als er schließlich in „Staat Sucre“ umbenannt wurde. Um 1901 wurden die Staaten Sucre und Maturín getrennt und 1904 wurde der Staat Bermúdez wieder eingegliedert. 1909 wurde endgültig die Grenzen der beiden getrennten Staaten Sucre und Monagas gezogen.
Der Staat ist gegliedert in 15 Bezirke (Municipios):
| Bezirk               | Sitz der Bezirksregierung |
| -------------------- | ------------------------- |
| Andrés Eloy Blanco   | Casanay                   |
| Andrés Mata          | San José de Aerocuar      |
| Arismendi            | Rio Caribe                |
| Benítez              | El Pilar                  |
| Bermúdez             | Carúpano                  |
| Bolívar              | Marigüitar                |
| Cajigal              | Yaguaraparo               |
| Cruz Salmerón Acosta | Araya                     |
| Libertador           | Tunapuy                   |
| Mariño               | Irapa                     |
| Mejía                | San Antonio del Golfo     |
| Montes               | Cumanacoa                 |
| Ribero               | Cariaco                   |
| Sucre                | Cumaná                    |
| Valdez               | Güiria                    |